# Río Otara
El río Otara se encuentra en el norte de la Isla Norte de Nueva Zelanda, con sólo 35 km de largo.

## Geografía
El río nace en el flanco occidental a 1.011 m de altura situado en Te Waiti, fluye hacia el norte durante 30 kilómetros, llegando al mar en Opotiki en el este de Bay of Plenty, donde se encuentra la ciudad de Opotiki.El río pasa por el lado este de la ciudad, y luego en el lado oeste, fluye el río Waioeka.
El río Otara drena un área de 350 km².

## Utilización
El agua del río se utiliza para el riego de los campos. La pesca está disponible en todo el curso del río. Para evitar inundaciones, el río fue represado.